# Adolf Weisse

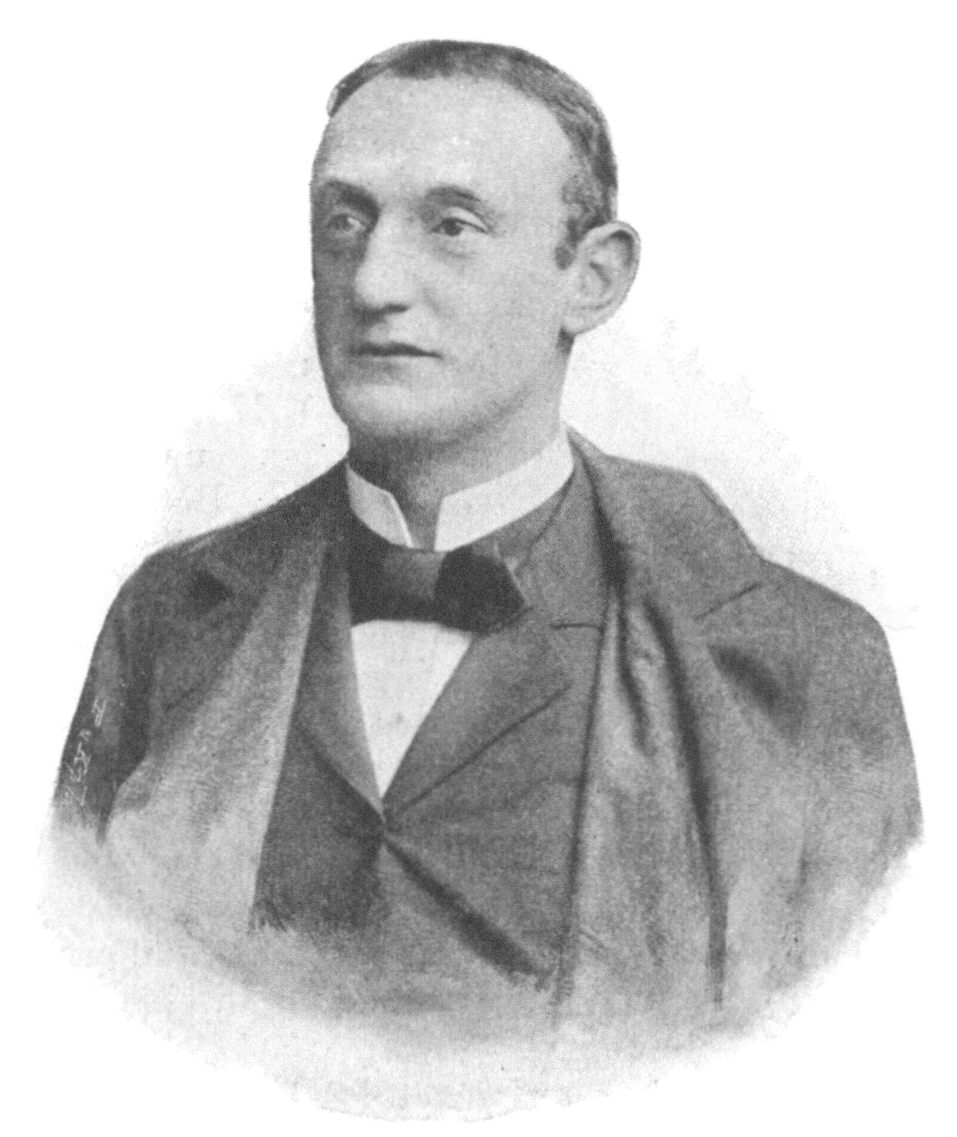
Adolf Weisse, ca. 1901

Adolf Weisse, eigentlich Adolf Weiß (* 4. April 1855 in Tauț, Kaiserthum Österreich; † 17. Juli 1933 in Wien) war ein österreichischer Theaterschauspieler, Intendant und Stummfilmschauspieler.

## Leben und Wirken
Adolf Weisse lebte in jungen Jahren in Venedig, ehe er nach Wien kam und dort die Greysche Theaterschule besuchte. Sein Lehrer vor Ort war Josef Lewinsky. Seinen Einstand auf der Bühne gab Weisse am 3. April 1878 am Deutschen Theater in Budapest in dem Stück Narciss. Dort spielte er den Choiseul an der Seite Ludwig Barnays. Sein erstes Festengagement führte Weisse im darauf folgenden Jahr an das Hoftheater von Kassel, wo man ihn anfänglich im Fach des Intriganten einsetzte. Nach sechs Jahren zog Weisse weiter und ging für zwei Jahre ans Königliche Schauspielhaus nach Berlin, ehe er 1887 als Charakterdarsteller an das Stadttheater von Köln kam. Wieder zwei Jahre später wurde er an das soeben gegründete Deutsche Volkstheater in Wien berufen. Diese Spielstätte sollte auf seinem künstlerischen Lebensweg die größte Bedeutung besitzen.
In der Folgezeit sah man Weisse, nunmehr das Rollenfach der „pères nobles“ bekleidend, zunächst als König Karl in Bluthochzeit, als Staatsanwalt Tschuku in Die Hochzeit von Valeni, als Napoleon in Madame Sans-Gêne, als Baron Hofäcker in Fastnacht, als Dr. Rank in Ibsens Nora, als Gessler in Wilhelm Tell, als Riccaut de la Marlinière in Minna von Barnhelm, als Shylock in Der Kaufmann von Venedig und als Rudolf von Habsburg in König Ottokars Glück und Ende. Wie Ludwig Eisenbergs Großes biographisches Lexikon der Deutschen Bühne im XIX. Jahrhundert vermerkte, verwendete Weisse „viel Fleiß auf das gesprochene Wort“. Auch sei „seine Darstellungsweise prägnant, anschaulich, charakteristisch“ gewesen.
Im März 1902 übernahm Weisse gemeinsam mit Emmerich Bukovics die Leitung des Deutschen Volkstheaters, ab Juli 1905 (nach dem Tod des Kollegen) bis 1916 in alleiniger Führung. In dieser Zeit förderte Weisse mehrfach junge, zeitgenössische Autoren wie etwa Gerhart Hauptmann, George Bernard Shaw, Arthur Schnitzler und Frank Wedekind. Zu seinem Ensemble zählten Wiener Theatergrößen wie Max Pallenberg, Josefine Kramer-Glöckner, Anton Edthofer, Hans Homma, Ida Wüst, Jakob Feldhammer und Wilhelm Klitsch. Unter seiner Ägide wurde auch am 15. Mai 1907 die Oper Salome von Richard Strauss erstmals in Wien gezeigt. Mit der Vollendung des 60. Lebensjahres begann Adolf Weisse kürzerzutreten.

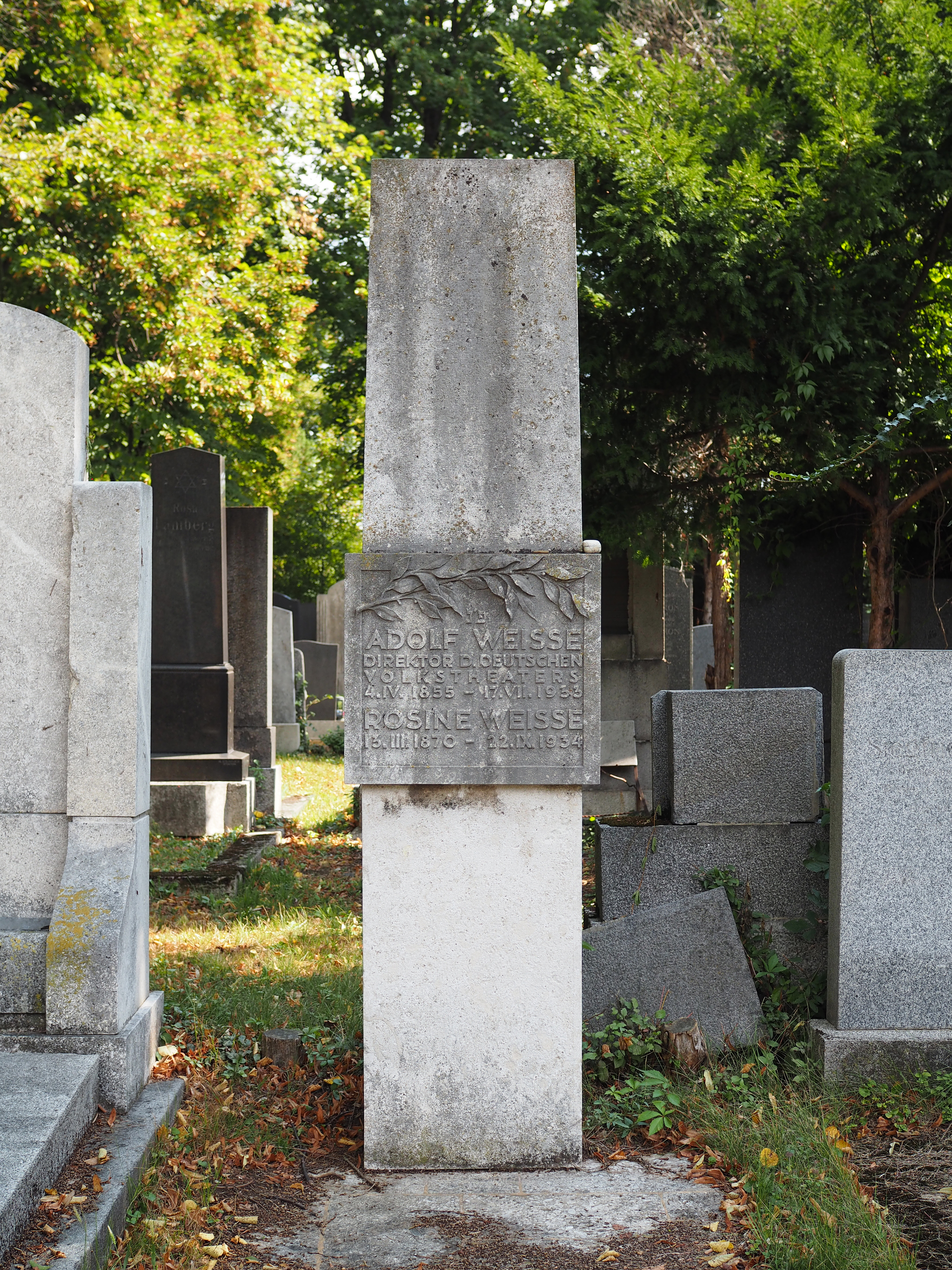
Grab von Adolf Weisse auf dem Wiener Zentralfriedhof

In den Jahren 1920 bis 1924, der ersten Hausse des österreichischen Kinos, wirkte Weisse auch in mehreren, zum Teil recht kostspieligen und ambitionierten Stummfilmen mit, die zumeist von Sascha Kolowrat-Krakowsky produziert und von nachmaligen Größen wie Alexander Korda und Mihaly Kertesz inszeniert wurden. Weisse war 1920 der Lordkanzler in einer frühen Adaption von Mark Twains Prinz und Bettelknabe, der alte Sonderling in Harun al Raschid, der Pharao Menapta in Die Sklavenkönigin und 1924 der Scharahabim in Salambo, seinem letzten Film. Anschließend zog sich Adolf Weisse ins Privatleben zurück und verfasste seine Memoiren.
Seine letzte Ruhestätte fand Adolf Weisse in der neuen jüdischen Abteilung des Wiener Zentralfriedhofs (Tor 4, Gruppe 9A, Reihe 2, Nr. 6).

## Filmografie
- 1920: Prinz und Bettelknabe
- 1920: Das siebente Gebot
- 1920: Die Geheimnisse von London
- 1921: Die Geburt des Antichrist
- 1922: Die Marquise von Clermont
- 1923: Der Sohn des Galeerensträflings
- 1923: Jedermanns Weib
- 1924: Harun al Raschid
- 1924: Die Sklavenkönigin
- 1924: Salambo